# Vocabularul internațional de metrologie
Vocabularul internațional de metrologie (VIM) este un vocabular standardizat referitor la activitatea de metrologie. Traducerea oficială în limba română a noțiunilor din acest vocabular se găsește în standardul SR Ghid ISO/CEI 99: 2010.

## Organizații dezvoltatoare
- International Bureau of Weights and Measures (BIPM)
- International Electrotechnical Commission (IEC)
- International Federation of Clinical Chemistry and Laboratory Medicine (IFCC)
- International Organization for Standardization (ISO)
- International Union of Pure and Applied Chemistry (IUPAC)
- International Union of Pure and Applied Physics (IUPAP)
- International Organization of Legal Metrology (OIML)
- International Laboratory Accreditation Cooperation (ILAC)